# Eurycea longicauda
Eurycea longicauda е вид земноводно от семейство Безбелодробни саламандри (Plethodontidae). Видът не е застрашен от изчезване.

## Разпространение
Разпространен е в САЩ (Алабама, Арканзас, Вирджиния, Джорджия, Западна Вирджиния, Илинойс, Индиана, Канзас, Кентъки, Мериленд, Мисисипи, Мисури, Ню Йорк, Оклахома, Охайо, Пенсилвания, Северна Каролина и Тенеси).

## Описание
Популацията на вида е стабилна.